# Beate Schramm
Beate Schramm (Leipzig, 21 juni 1966) is een Oost-Duits/Duits voormalig roeister. Schramm maakte haar debuut op een mondiaal toernooi met de wereldtitel in 1986. Schram maakte haar olympische debuut tijdens de Olympische Zomerspelen 1988 en behaalde toen de gouden medaille in de dubbel-vier. Schramm werd driemaal op rij wereldkampioen in de dubbel-twee tijdens de Wereldkampioenschappen roeien 1989, 1990 en 1991. Schramm nam tijdens de Olympische Zomerspelen 1992 deel in de skiff en eindigde in de halve finale als vierde op zestien seconden van de nummer drie en werd daardoor verwezen naar de B-finale waarin ze niet van start ging.

## Resultaten
- Wereldkampioenschappen roeien 1986 in Nottingham  in de dubbel-twee
- Wereldkampioenschappen roeien 1987 in Kopenhagen 5e in de dubbel-twee
- Olympische Zomerspelen 1988 in Seoel  in de dubbel-vier
- Wereldkampioenschappen roeien 1989 in Bled  in de dubbel-twee
- Wereldkampioenschappen roeien 1990 in Barrington  in de dubbel-twee
- Wereldkampioenschappen roeien 1991 in Wenen  in de dubbel-twee
- Olympische Zomerspelen 1992 in Barcelona 12e in de skiff

1988: Kerstin Förster & Kristina Mundt & Beate Schramm & Jana Sorgers ·
1992: Sybille Schmidt  &  Birgit Peter  & Kerstin Müller & Kristina Mundt·
1996: Katrin Rutschow & Jana Sorgers & Kerstin Köppen & Kathrin Boron·
2000: Manja Kowalski & Meike Evers & Manuela Lutze  & Kerstin Kowalski ·
2004: Kathrin Boron & Meike Evers & Manuela Lutze & Kerstin Kowalski ·
2008: Tang Bin & Xi Aihua & Jin Ziwei & Zhang Yangyang ·
2012: Kateryna Tarasenko & Natalija Dovhodko & Anastasija Kozjenkova & Jana Dementjeva·
2016: Annekatrin Thiele, Carina Bär, Julia Lier, Lisa Schmidla ·
2020: Chen Yunxia & Zhang Ling & Lü Yang & Cui Xiaotong ·
2024: Lauren Henry & Hannah Scott & Lola Anderson & Georgina Brayshaw